# Kondoli
Kondoli – wieś w Gruzji, w regionie Kachetia, w gminie Telawi. W 2014 roku liczyła 2188 mieszkańców.